# Exercises in Futility
Exercises in Futility treći je studijski album poljskog black metal-sastava Mgła. Diskografska kuća Northern Heritage Records objavila ga je 4. rujna 2015.

## Popis pjesama
| 1.    | »Exercises in Futility I«   | 7:58 |
| 2.    | »Exercises in Futility II«  | 7:48 |
| 3.    | »Exercises in Futility III« | 4:37 |
| 4.    | »Exercises in Futility IV«  | 4:45 |
| 5.    | »Exercises in Futility V«   | 8:15 |
| 6.    | »Exercises in Futility VI«  | 8:49 |
| 42:12 |                             |      |

## Zasluge
- Darkside – bubnjevi
- M. – vokal, gitara, bas-gitara, snimanje

## Vanjske poveznice
- Exercises in Futility na Discogs  Arhivirana inačica izvorne stranice od 1. rujna 2021. (Wayback Machine)